# 8647 Populus
A 8647 Populus (ideiglenes jelöléssel 1989 RG) a Naprendszer kisbolygóövében található aszteroida. Eric Walter Elst fedezte fel 1989. szeptember 2-án.